# Jose F. Advincula

Kardinalswappen von Jose F. Advincula als Erzbischof von Manila

Jose Fuerte Kardinal Advincula (* 30. März 1952 in Dumalag, Provinz Capiz) ist ein philippinischer Geistlicher und römisch-katholischer Erzbischof von Manila.

## Leben
Jose F. Advincula empfing am 14. April 1976 das Sakrament der Priesterweihe. Er studierte danach Psychologie und kanonisches Recht in Manila und Rom. Später wirkte er am Priesterseminar St. Pius X des Erzbistums Capiz als Professor und Spiritual. 1995 wurde Advincula Regens des Seminars. Papst Johannes Paul II. verlieh ihm am 19. März 1997 den Titel Kaplan Seiner Heiligkeit (Monsignore).
Am 25. Juli 2001 ernannte ihn Johannes Paul II. zum Bischof von San Carlos. Die Bischofsweihe spendete ihm der Apostolische Nuntius auf den Philippinen, Erzbischof Antonio Franco, am 8. September desselben Jahres; Mitkonsekratoren waren Onesimo Cadiz Gordoncillo, Erzbischof von Capiz, und Angel N. Lagdameo, Erzbischof von Jaro.
Papst Benedikt XVI. ernannte ihn am 9. November 2011 zum Erzbischof von Capiz. In der Bischofskonferenz der Philippinen war Advincula Vorsitzender der Kommission für Kultur und ist derzeit stellvertretender Vorsitzender der Kommission für internationale Eucharistische Kongresse. Im Konsistorium vom 28. November 2020 nahm ihn Papst Franziskus als Kardinalpriester mit der Titelkirche San Vigilio in das Kardinalskollegium auf. Aufgrund der Einschränkungen der COVID-19-Pandemie nahm Advincula von den Philippinen aus mittels Videokonferenz am Konsistorium teil; das rote Birett wurde ihm zu einem späteren Zeitpunkt zugestellt. Die Besitzergreifung seiner Titelkirche fand erst am 30. April 2022 statt.
Am 16. Dezember 2020 berief ihn Papst Franziskus zudem zum Mitglied der Kongregation für den Klerus und am 13. Juli 2022 zum Mitglied des Dikasteriums für die Bischöfe.
Papst Franziskus ernannte ihn am 25. März 2021 zum Erzbischof von Manila. Die Amtseinführung fand am 24. Juni desselben Jahres statt.

### Ritterorden vom Heiligen Grab zu Jerusalem
Jose Fuerte Advincula wurde am 18. Mai 2022 von Kardinal-Großmeister Fernando Filoni als Großprior der Statthalterei des Ritterordens vom Heiligen Grab von Jerusalem für die Philippinen bestellt. Er folgt auf Kardinal Luis Antonio Tagle.